# Miguel Delgado Ávila
Miguel Delgado Ávila (Caracas; 23 de mayo de 1929 - noviembre de 2008) fue un religioso venezolano.

## Biografía
Estudió en el Seminario Menor en el Colegio Salesiano de La Vega, Caracas. Realizó el noviciado en el Noviciado de Los Teques, Estado Miranda. Estudió filosofía en el Pontificio Ateneo Salesiano, de Turín, Italia. Estudió Teología en la Pontificia Universidad Gregoriana de Roma. Fue ordenado sacerdote el 17 de diciembre de 1955 en Roma.

### Tareas desempeñadas
A su regreso en Venezuela, enseñó en el colegio salesiano San Francisco de Sales en Sarría, Caracas, desde 1956 hasta 1968. Desde 1963 hasta 1981, simultáneamente, fue profesor de Filosofía, Teoría del Conocimiento, Metafísica General, Historia de la Filosofía Moderna, en la Universidad Católica Andrés Bello en Caracas. Fue profesor en el Filosofado Salesiano y en el Seminario Interdiocesano Santa Rosa de Lima, en Caracas.
Desde 1968 hasta 1970 fue director general de la Asociación Venezolana de Exalumnos Salesianos. Fue procurador de las Misiones Salesianas del Territorio Federal Amazonas.
En el año 1973 fue director del Colegio Salesiano San Luis, en la ciudad de Mérida.
En el año 1974 pasa a presidir la Asociación Venezolana de Educación Católica (AVEC), en Caracas. Desempeñó una gran labor en esa asociación.

## Episcopado

### Obispo auxiliar de Caracas
En 1979, el Papa Juan Pablo II lo nombró Obispo titular de Scebatiana y Obispo auxiliar de la Arquidiócesis de Caracas.
Fue también Director del Diario Católico "La Religión", con sede en Caracas.
De 1987 a 1990 se desempeñó como Secretario General de la Conferencia Episcopal Venezolana.
Desde 1984 fue director de Cháritas de Caracas.

### Obispo de Barcelona (Venezuela)
El 16 de noviembre de 1991, el Papa Juan Pablo II lo nombró IV Obispo de la Diócesis de Barcelona (Venezuela), como sucesor de Mons. Constantino Maradei Donato. 

### Obispo emérito de Barcelona (Venezuela)
Por quebrantos de salud deja la Diócesis de Barcelona en el año 1997 y se retira a Los Teques, a una residencia de los salesianos. Muere en noviembre de 2008 Archivado el 4 de diciembre de 2019 en Wayback Machine., y sus restos reposan en la Catedral de Barcelona, Venezuela.